# Alex Varas
Alex Fabián Varas Rubio oder kurz Alex Varas (* 26. März 1976 in Santiago de Chile) ist ein ehemaliger chilenischer Fußballspieler.

## Karriere

### Verein
Seine Karriere begann der Torwart 1995 bei CD Universidad Católica. Auf Anhieb gewann er mit CDUC die Copa Chile. Im Endspiel wurde dabei CD Cobreloa mit 4:2 geschlagen. Varas kam jedoch nicht zum Einsatz. Zur Folgesaison wechselte der Schlussmann zum Ligakonkurrenten Coquimbo Unido, kehrte dann aber wieder zu Universidad zurück, wo er 1997 die Apertura-Meisterschaft gewinnen konnte. 2000 transferierte Varas dann zu Audax Italiano, bevor er 2001 bei den Santiago Wanderers unterschrieb. Mit diesen gewann der Torhüter 2001 die Chilenische Gesamtmeisterschaft. Nach vier Spielzeiten kehrte Varas zu Audax zurück und wurde 2005 vom chilenischen Rekordmeister CSD Colo-Colo unter Vertrag genommen. Mit Colo-Colo gewann Varas 2006 die Apertura und Clausura. 2007 zog es ihn schließlich zu CD Universidad de Concepción, nach einem Jahr wechselte Varas dann nochmals zu den Santiago Wanderers, ehe er seine Karriere beendete.

### Nationalmannschaft
Varas hatte seinen ersten Einsatz in der Nationalmannschaft seines Landes am 29. März 1995 gegen Mexiko. Damals stellte der ehemalige Nationaltrainer Xabier Azkargorta Varas in die Startelf seines Teams. Das Spiel endete 2:1 für Chile. Seitdem bestritt er sieben Länderspiele, unter anderem zwei bei der Copa América 2004 in Peru. Sein Copa-Debüt gab der Torhüter am 9. Juli 2004 gegen das Team aus Brasilien, das Chile 0:1 verlor. Als letztes der Gruppe C schied Varas Team bereits nach der Vorrunde aus. Für die Weltmeisterschaftsqualifikation 2006 stand er neben Claudio Bravo im Aufgebot der Nationalelf.

## Erfolge
- Copa Chile mit CD Universidad Católica: 1995
- Chilenischer Apertura-Meister mit CD Universidad Católica: 1997
- Chilenische Gesamtmeisterschaft mit Santiago Wanderers: 2001
- Chilenischer Apertura-Meister mit CSD Colo-Colo: 2006
- Chilenischer Clausura-Meister mit CSD Colo-Colo: 2006

## Trivia
2003 erschien in Chile eine Coca-Cola-Dosenreihe mit Abbildung chilenischer Fußballspieler, bei der auch Varas Gesicht zu sehen war.